# Bouin (Deux-Sèvres)
Bouin ist ein Ort in der französischen Gemeinde Valdelaume und eine ehemalige Gemeinde mit zuletzt 134 Einwohnern (Stand 1. Januar 2015) im Département Deux-Sèvres in der Region Nouvelle-Aquitaine (vor 2016 Poitou-Charentes).
Die Gemeinde Bouin wurde am 1. Januar 2019 mit Ardilleux, Hanc und Pioussay zur Gemeinde Valdelaume zusammengeschlossen. Die Gemeinde Bouin gehörte zum Arrondissement Niort und zum Kanton Melle.

## Geographie
Bouin liegt etwa 46 Kilometer ostsüdöstlich von Niort. Umgeben wurde die Gemeinde Bouin von den Nachbargemeinden Melleran im Norden, Hanc im Norden, Osten und Süden sowie Ardilleux im Westen.

## Bevölkerungsentwicklung
| Jahr                       | 1962 | 1968 | 1975 | 1982 | 1990 | 1999 | 2006 | 2013 |
| Einwohner                  | 183  | 185  | 158  | 135  | 126  | 122  | 148  | 140  |
| Quellen: Cassini und INSEE |      |      |      |      |      |      |      |      |

## Sehenswürdigkeiten
- Kirche Notre-Dame aus dem 10. Jahrhundert, Monument historique
- Haus Bouin aus dem 18. Jahrhundert

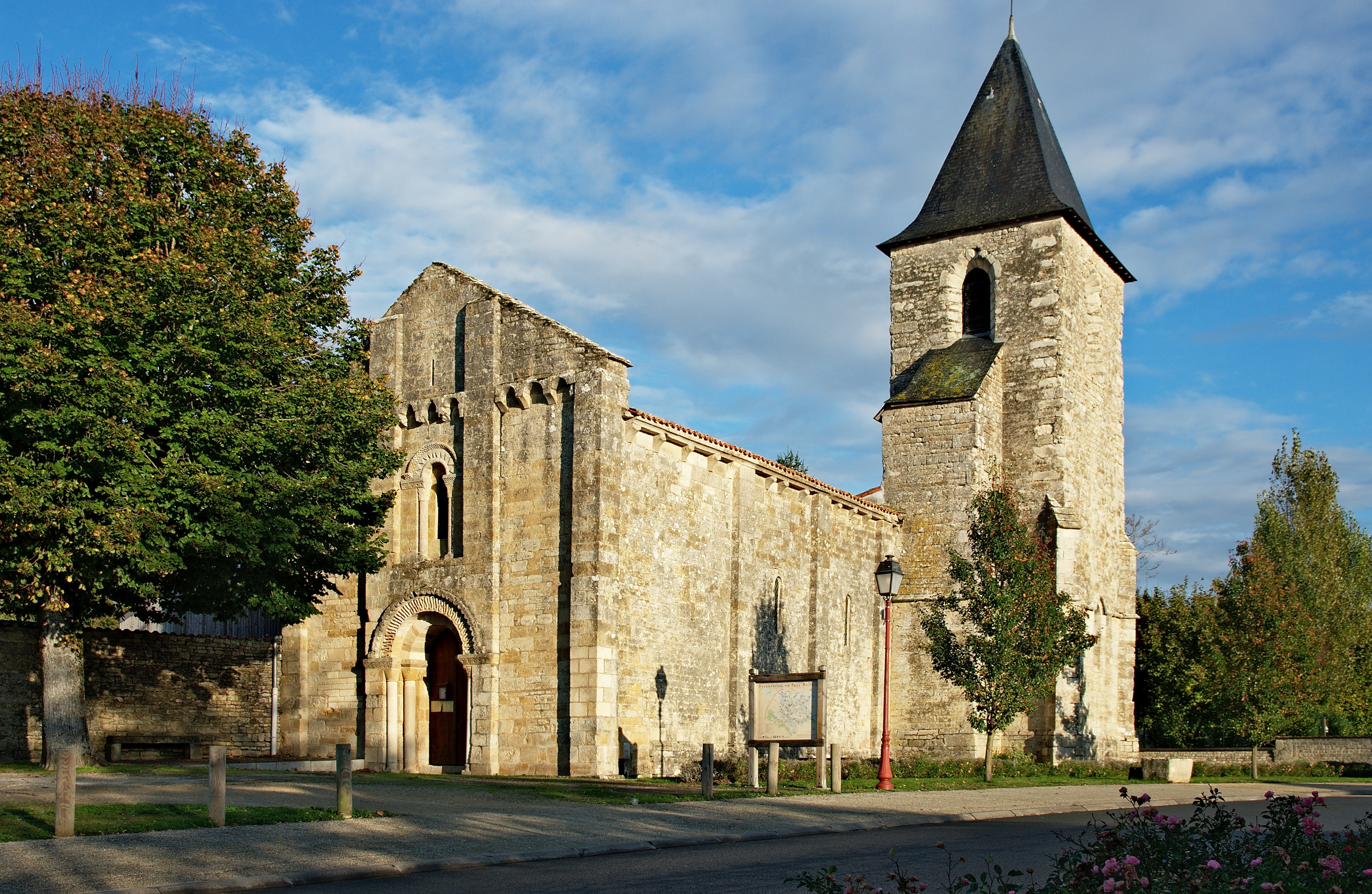
Kirche Notre-Dame